# Parque nacional Guanacaste
El Parque Nacional Guanacaste es un parque nacional de Costa Rica ubicado en la provincia de Guanacaste. El parque protege 35.200 hectáreas de bosques tropicales secos y de sabanas, además da cobijo a una rica fauna.

## Información general
Contiene una gran diversidad ecológica distribuida en los bosques: muy húmedo tropical, húmedo tropical, nuboso, y seco tropical.
Las partes altas del parque están representadas por los macizos de los volcanes Orosí y Cacao. El río Tempisque nace entre el cerro Orosilito y el Volcán Cacao.
Por su extensión, diversidad y ubicación, tanto en la vertiente Atlántica como en la Pacífica, el parque posee una gran diversidad biológica en su bosque húmedo siempreverde. El bosque en las cimas de los volcanes Orosí y Cacao es primario. Sobresalen las plantas epífitas como bromelias y orquídeas; existen helechos, aráceas y musgos.